# Paspalidium grandispiculatum
Paspalidium grandispiculatum är en gräsart som beskrevs av Bryan Kenneth Simon. Paspalidium grandispiculatum ingår i släktet Paspalidium och familjen gräs. Inga underarter finns listade i Catalogue of Life.